# Alapi plombé
Myrmelastes hyperythrus
Espèce
Répartition géographique
Statut de conservation UICN

 LC  : Préoccupation mineure
L’Alapi plombé (Myrmelastes hyperythrus) est une espèce de passereaux de la famille des Thamnophilidae.

## Répartition
Son aire s'étend à travers l'ouest de l'Amazonie.